# Homiletika
Homiletika je bogoslovna znanstvena disciplina koja teorijski i praktično upućuje u vještinu kršćanskog propovijedanja te proučava njegovu povijest. Izraz dolazi iz grčke riječi homilētikḗ, što u prijevodu na hrvatski jezik znači : vještina razgovaranja odnosno u svezi je s grčkom riječi homileȋn, što na hrvatskom jeziku znači općiti, družiti se.